# Serinanell
Serinanell és una obra d'Orís (Osona) inclosa a l'Inventari del Patrimoni Arquitectònic de Catalunya.

## Descripció
Edifici civil. Casa senyorial a quatre vessants, orientada a migdia. Hi ha una gran lliça a la que s'accedeix a través d'un portal treballat amb pedra i que dona a una gran era.
A la façana principal a mà esquerra hi ha una galeria amb un pou-cisterna i un antic oratori. A mà dreta també hi ha una galeria, realitzada posteriorment.
Hi ha una gran sala amb pintures d'estil barroc.

## Història
L'any 1357 trobem citat a Guerau de Serinarell com a tutor dels fills d'en Jaume del Perer. A l'any 1553 consta dins la llista de masos del terme. Serinarell tingué part a la guerra del Francès.